# Rudolf Bartels (Maler)
Rudolf Bartels (* 10. November 1872 in Schwaan; † 16. Februar 1943 in Rostock) war ein deutscher Maler.

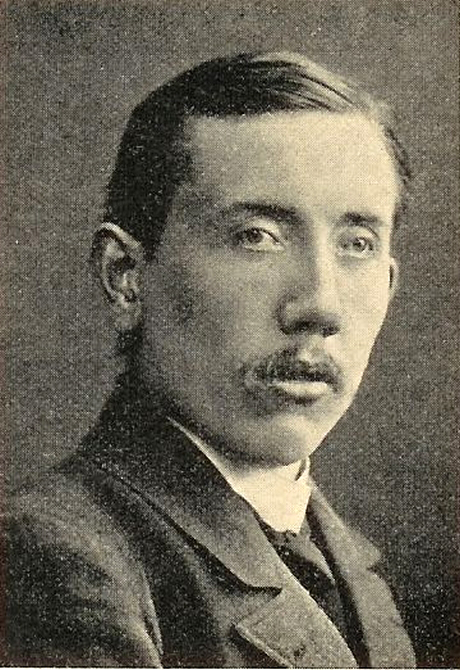
Rudolf Bartels, 1906

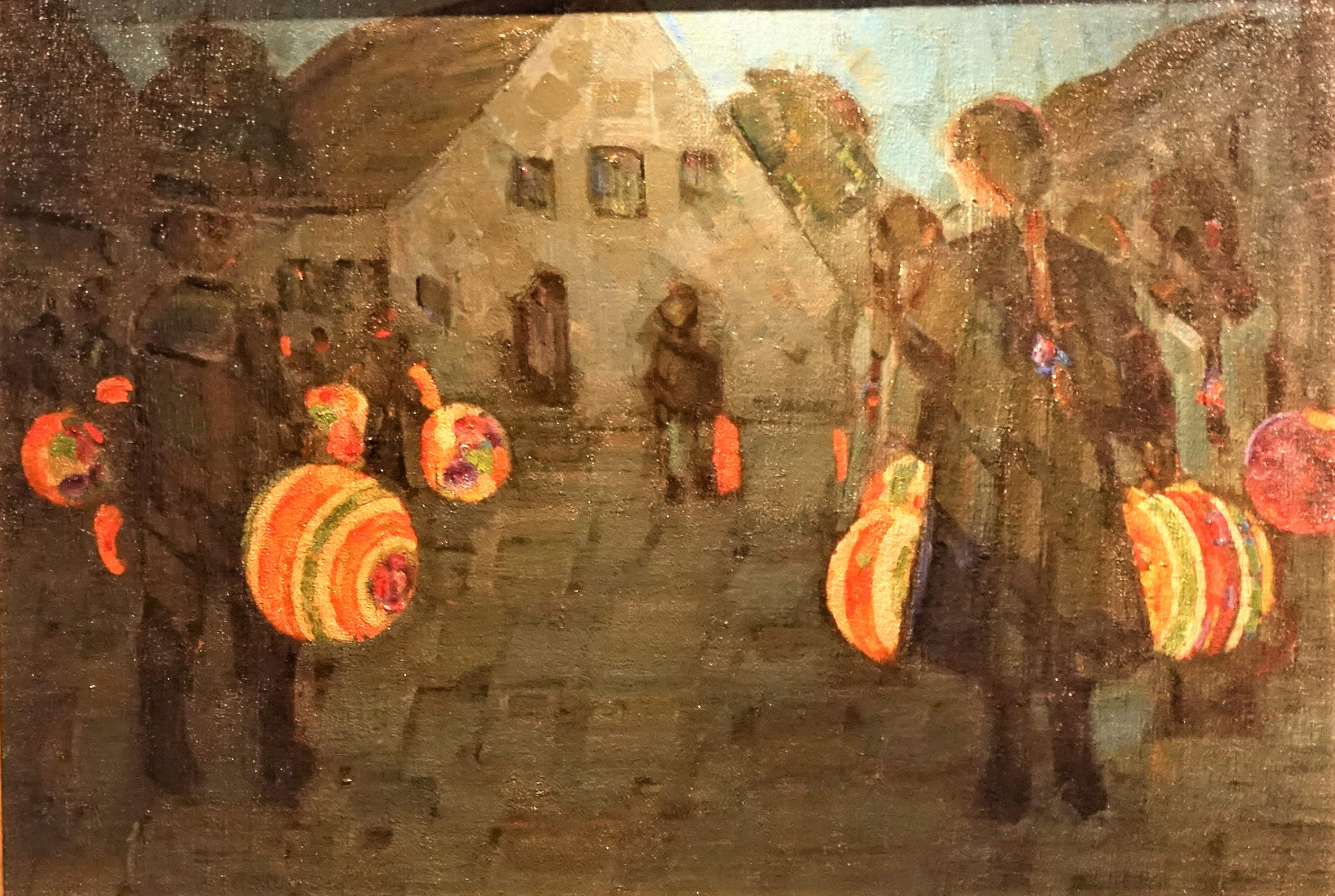
Laternenkinder (um 1910)

## Leben
Bartels arbeitete zunächst als Dekorationsmaler in Lübeck, Hamburg, Hannover und Berlin. Er studierte ab 1900 in Weimar an der Kunstschule bei Theodor Hagen und erhielt 1902 die goldene Wilhelm-Ernst-Medaille. Dort war er gegenüber neuen Tendenzen in der Landschaftsmalerei – dem allmählichen Abwenden von der puren Abbildungsfunktion – aufgeschlossen. Während des Studiums kam er mit den Werken von Claude Monets in Berührung. Bartels arbeitete von 1908 bis 1914 in seiner Heimatstadt Schwaan als Mitglied der Künstlerkolonie Schwaan um Franz Bunke und ab 1917 in Rostock. Er war Gründungsmitglied der Vereinigung Rostocker Künstler. Bartels malte Landschaften, Stillleben und Porträts. Auffällig ist bei vielen Bildern die eindrucksvolle Wiedergabe von Lichteffekten. Seine Bilder befinden sich in den Sammlungen der Museen in Schwaan, Rostock und Neubrandenburg. Der Rostocker Lehrer August Burmeister war über viele Jahre ein Förderer Rudolf Bartels’ und zudem Sammler seiner Werke. Die von ihm gesammelten Werke bilden heute einen Teil der Dauerausstellung im Kunstmuseum Schwaan.
Seine Brüder Carl (1870–1948) und Otto Bartels (1874–1958) waren Holzbildhauer und ebenfalls Maler.

## Galerie

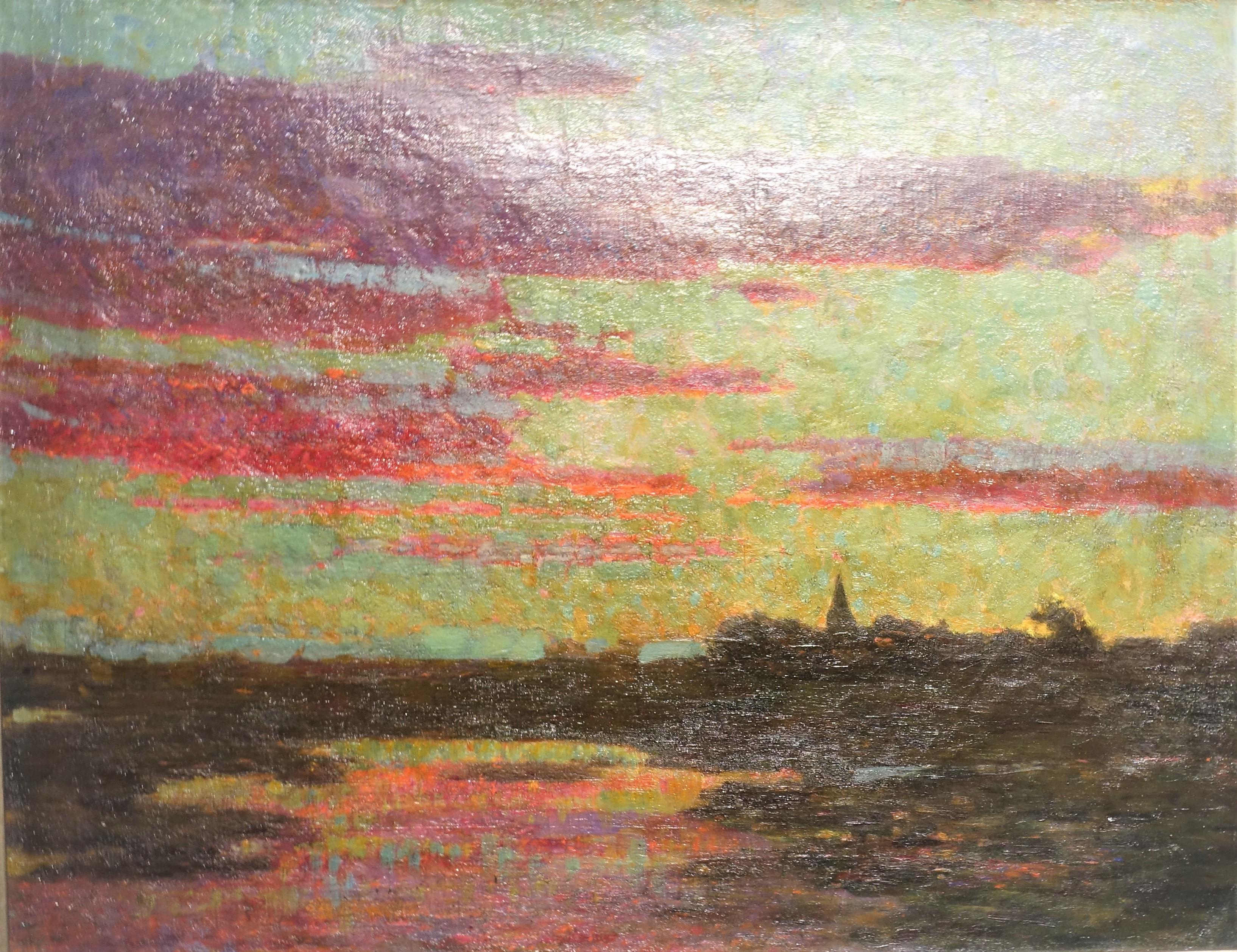
Abendhimmel über Schwaan (1904), Kunstmuseum Schwaan
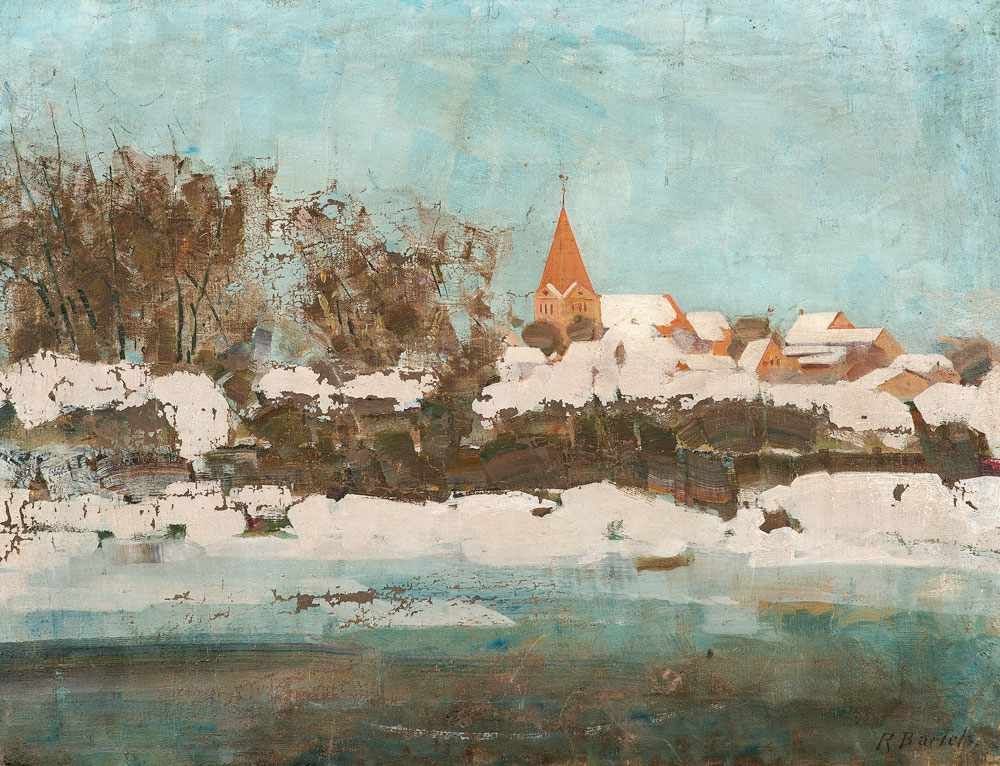
Schwaan im Winter (1910)
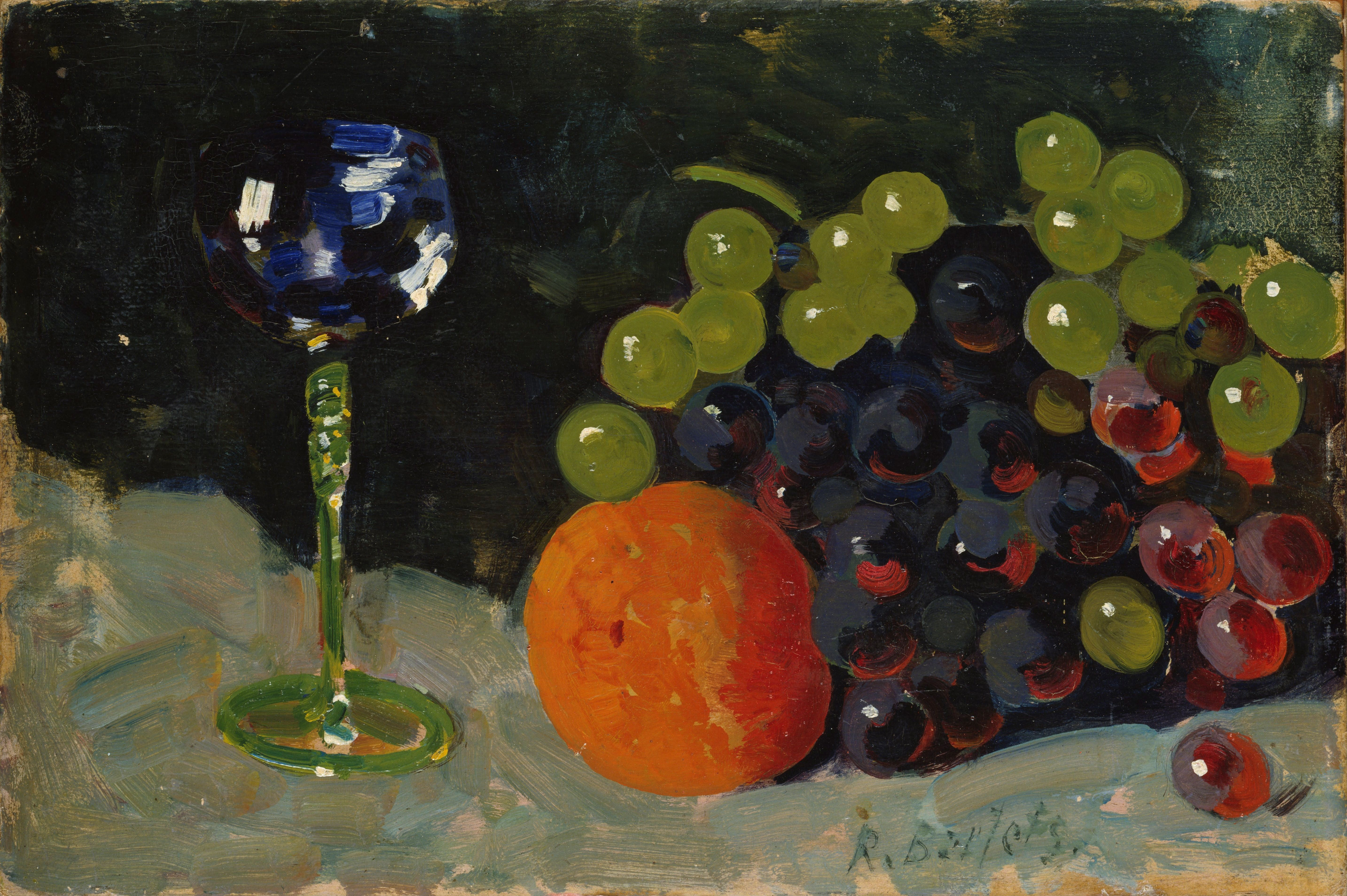
Stillleben
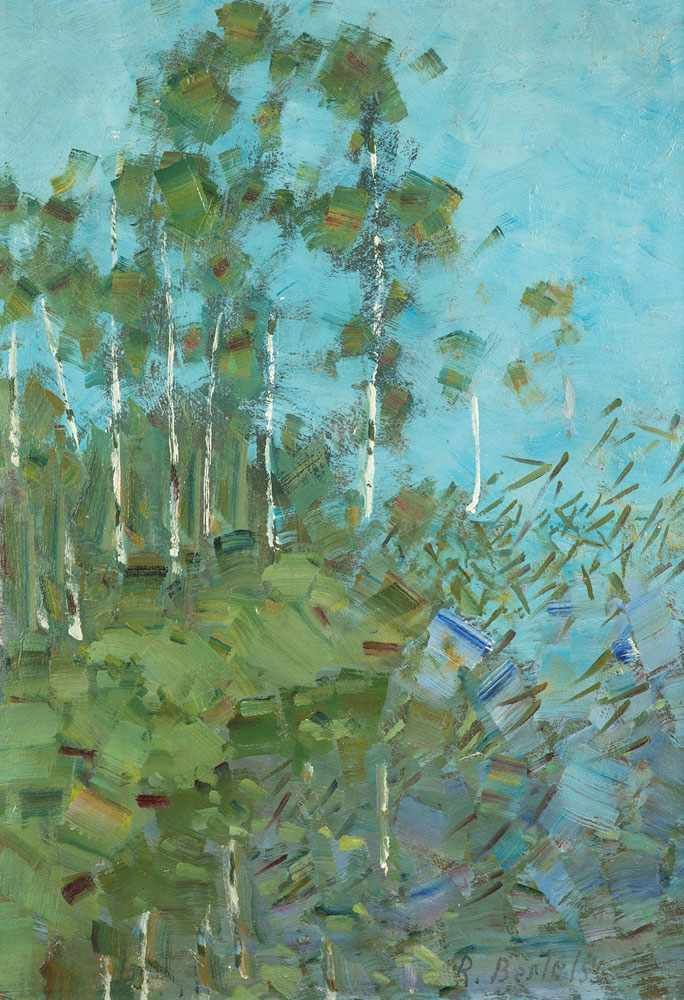
Birkenwäldchen an der Beke bei Schwaan (1910)
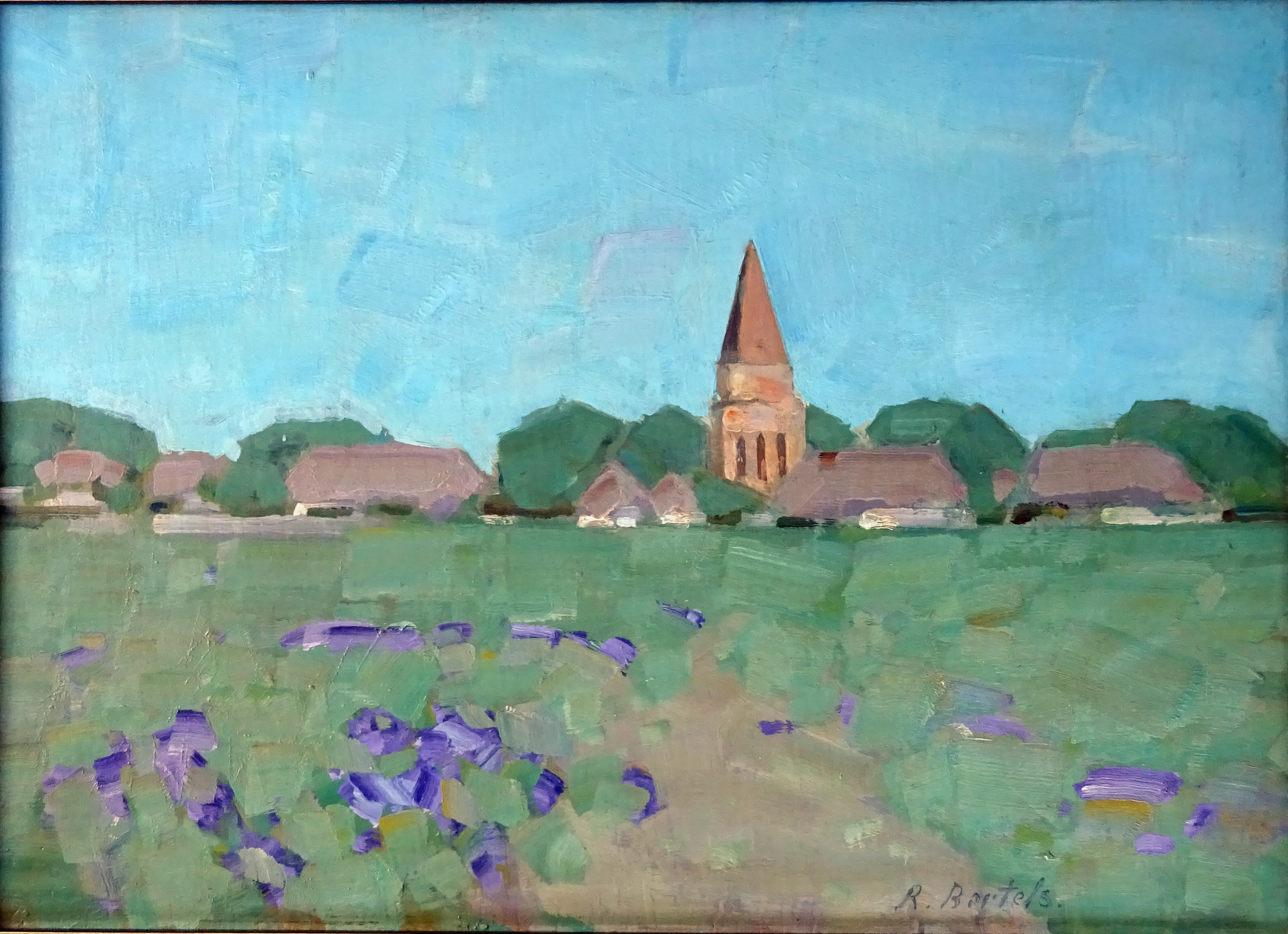
Blick auf das sommerliche Schwaan (1910)
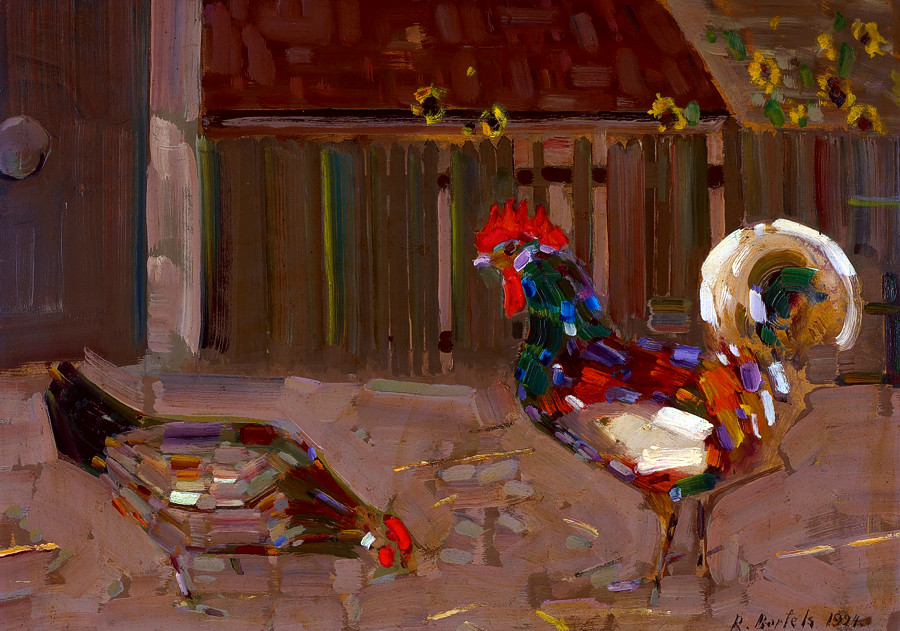
Huhn und Hahn (1921)
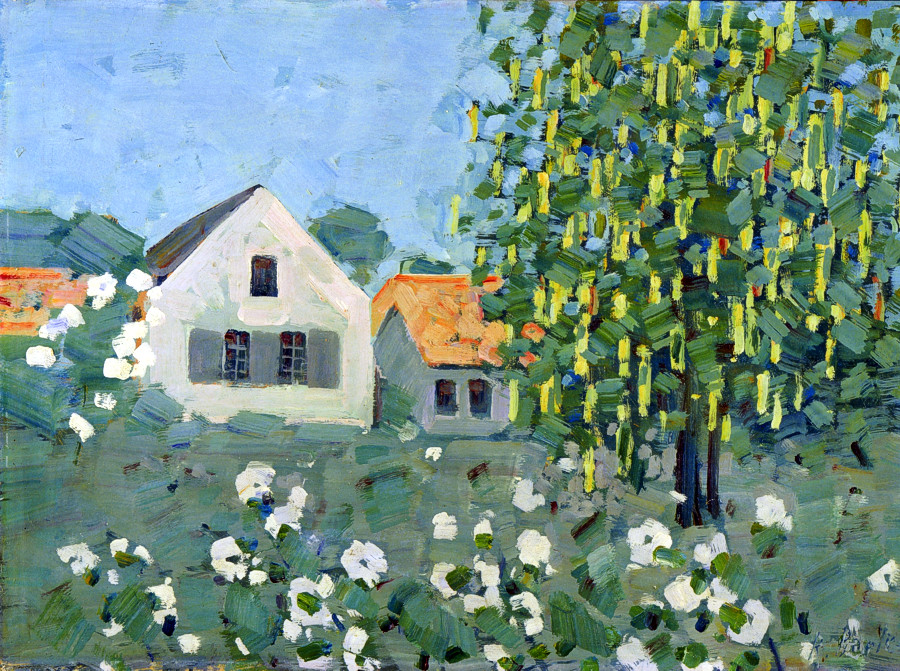
Häuser mit Goldregen
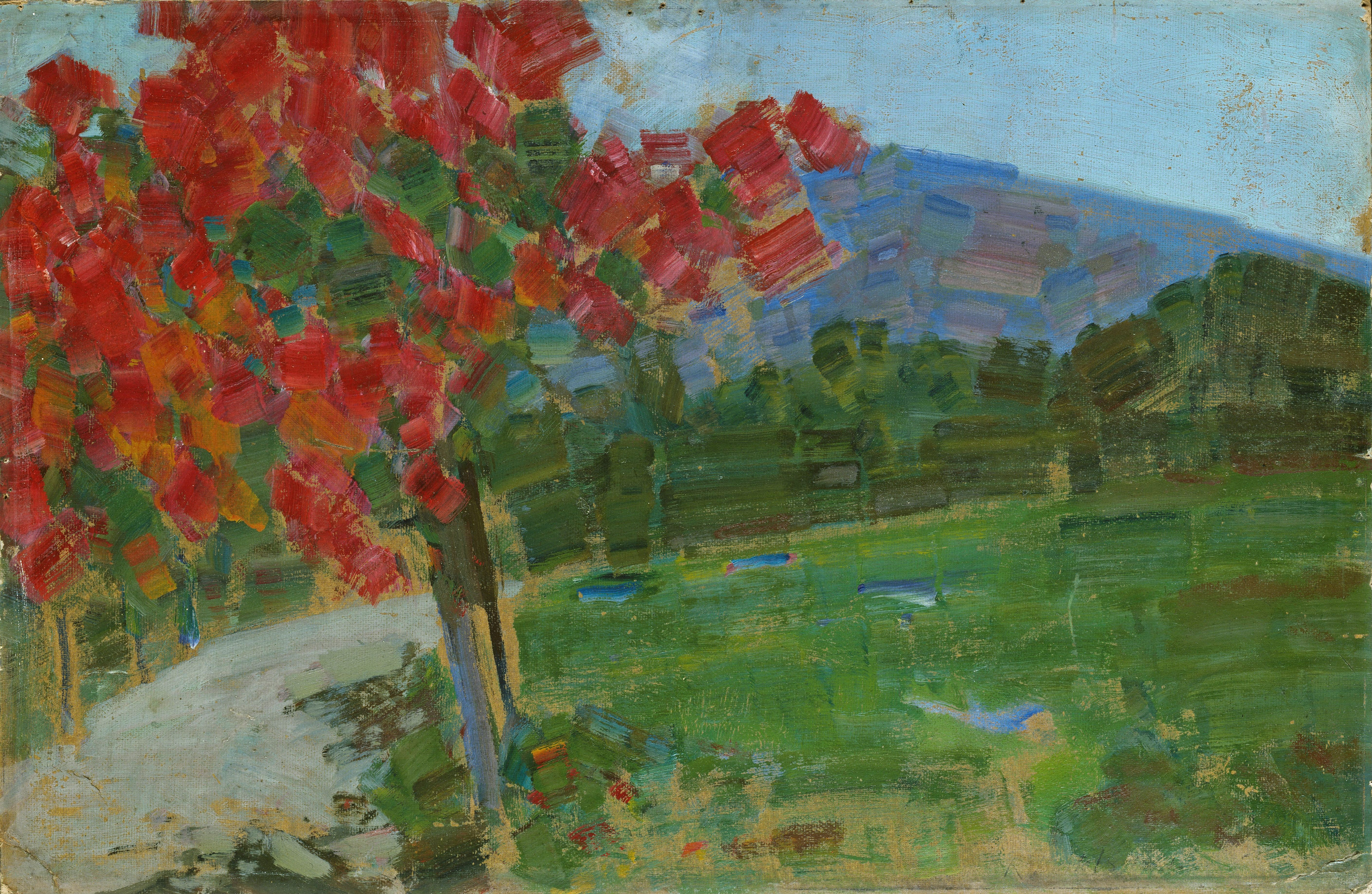
Landschaft mit Baum (1921)
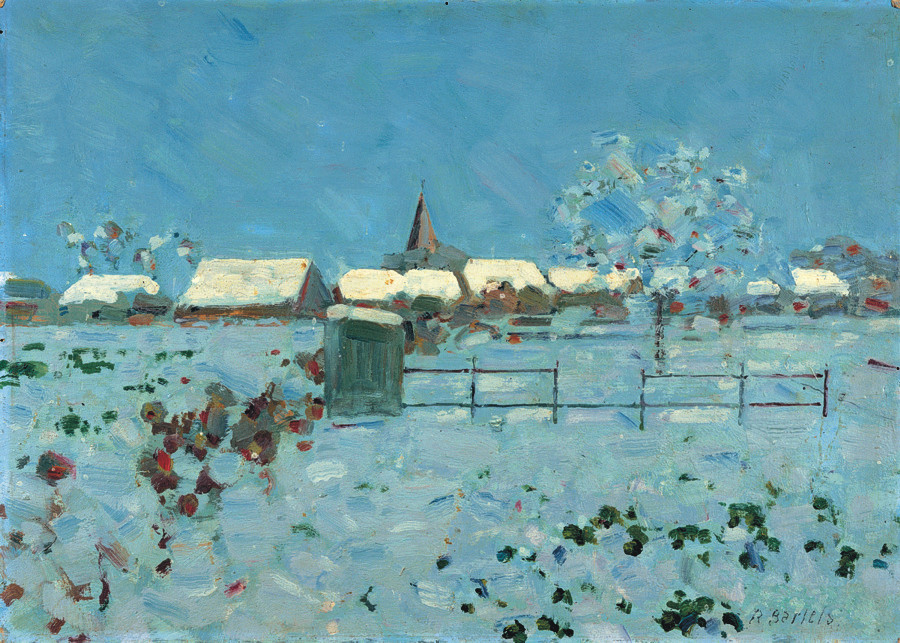
Schwaan im Winter (1927)
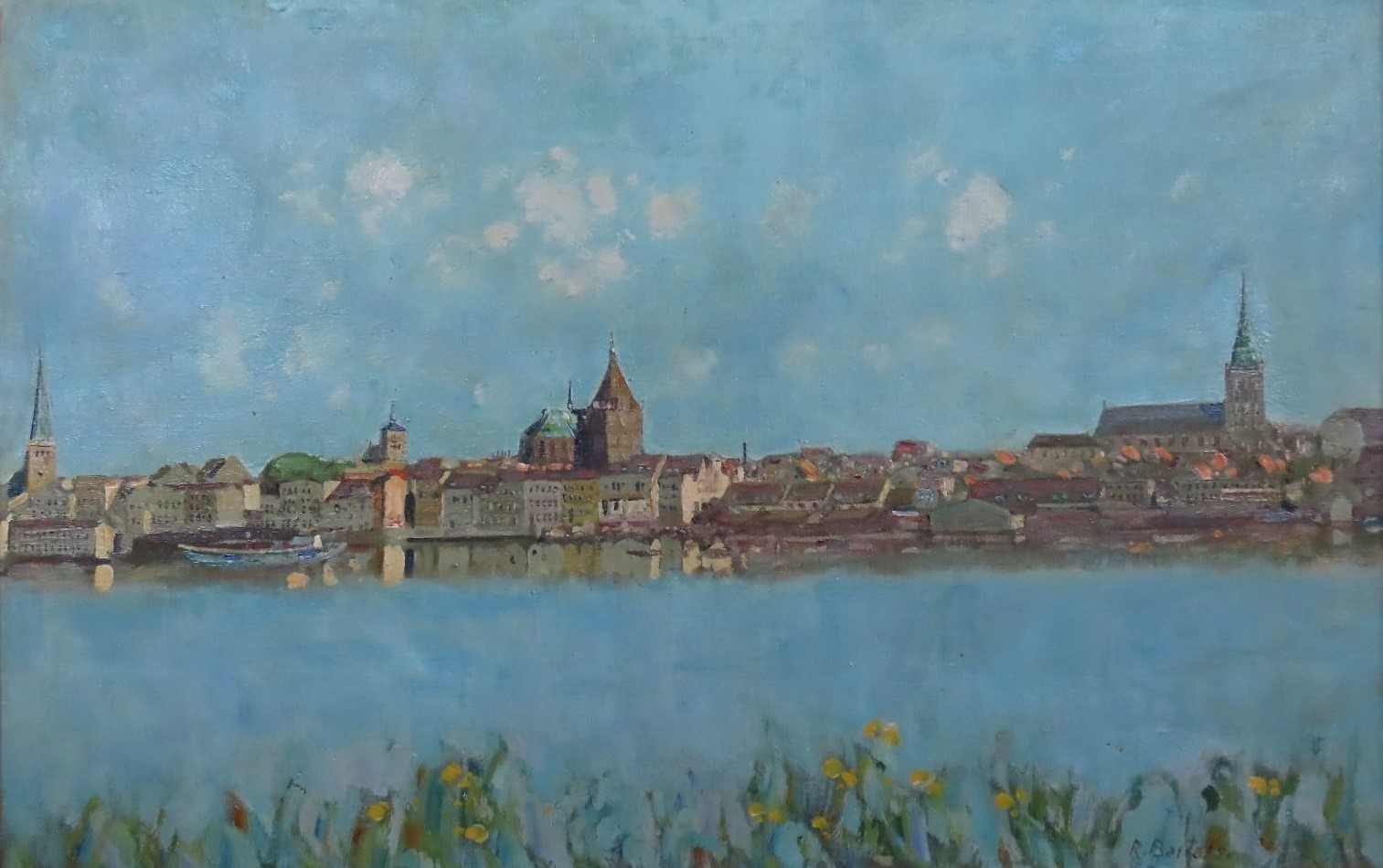
Rostock

## Postume Ausstellung
- 2002: Bad Doberan, Roter Pavillon (mit Brigitte Ringeling)